# Феномен 2012 року

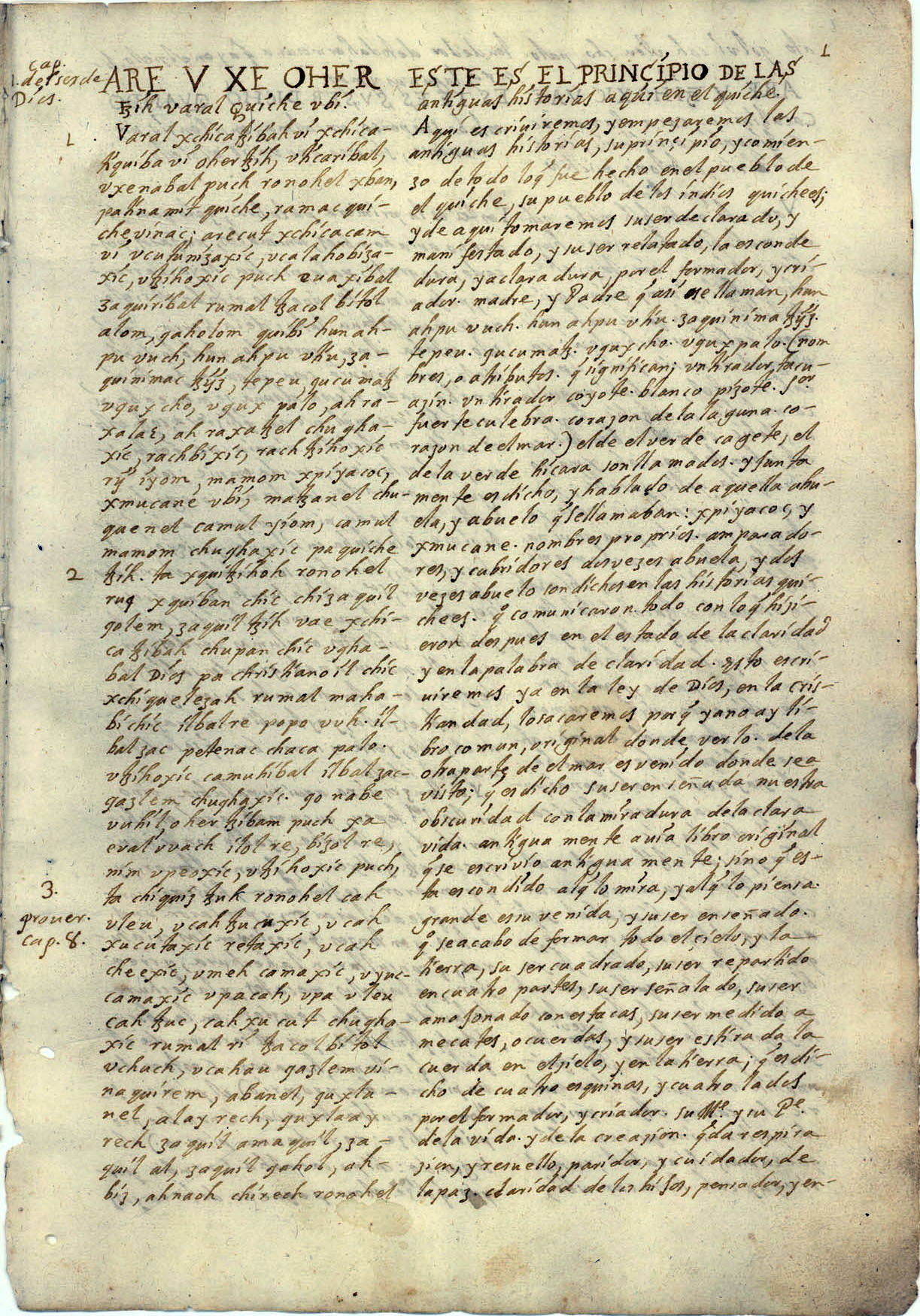
Найстаріший вцілілий рукопис Пополь-Вух, 1701 рік

Феномен 2012 року — сукупність есхатологічних вірувань, згідно з якими 21 грудня 2012 року або близько цієї дати на Землі мали відбутися катастрофічні або трансформаційні події. Ця дата вважалася кінцевою датою 5126-річного циклу за мезоамериканським календарем довгого рахунку, і 21 грудня 2012 року в країнах, де існувала цивілізація мая (Мексика, Гватемала, Гондурас і Сальвадор), відбулися урочистості, присвячені цій події, зокрема в Чичен-Іца в Мексиці і Тікалі в Гватемалі.
Для цієї дати були запропоновані різні астрономічні інтерпретації та нумерологічні формули. В інтерпретації нью-ейдж стверджувалося, що ця дата знаменує початок періоду, протягом якого Земля та її мешканці зазнають позитивної фізичної або духовної трансформації, і що 21 грудня 2012 року ознаменує початок нової ери. Інші припускали, що ця дата знаменує кінець світу або подібну катастрофу. Сценарії кінця світу включали наступний сонячний максимум, взаємодію між Землею і Стрільцем А* — надмасивною чорною дірою в центрі галактики, зіткнення Землі з міфічною планетою Нібіру:111, або навіть інверсію магнітних полюсів Землі.
Вчені з різних дисциплін відкинули прогнози про катастрофічні події, коли вони з'явилися. Дослідники культури мая заявили, що жодна класична праця мая не пророкує наближення кінця світу, а ідея про те, що календар довгого рахунку закінчується на 2012 році, викривлює історію та культуру мая. Астрономи відкинули різні запропоновані сценарії кінця світу як псевдонаукові, оскільки вони були спростовані елементарними астрономічними спостереженнями.

## Вигадки і легенди

### Календар мая
Найвидатнішим досягненням культури мая є їхня незвичайна календарна система, яка мала значний вплив на пізніший календар ацтеків. Мая використовували паралельно три різні календарні системи. Найдревнішим і найважливішим з усіх був цолькін (священний календар). Крім того, існував хааб (сонячний землеробський календар) і система довгого рахунку. Календар довгого рахунку охоплює період, початок якого припадає на серпень 3114 року до н. е., коли вступає в права п'ятий цикл. По суті, це був нульовий день літочислення мая, аналогічний 1 січня I століття за сучасним датуванням. Зимове сонцестояння 2012 року, згідно з довгим рахунком мая, знаменує кінець п'ятого циклу. Існування такої дати в календарі мая стривожило багатьох людей і породило страхи, що мова йде про жахливе руйнування світу. Проте, одним з найголовніших уявлень мая була віра в циклічність світобудови. Картини створення 3114 року до н. е. збереглися на пам'ятниках мая, наприклад, на моноліті під назвою Стела С з гватемальського міста Кіригуа. У цих текстах описується створення і об'єднання богів, але немає ні слова про руйнування. У них простежуються зв'язок з міфічними подіями, що відбувалися задовго до 3114 року. У календарі мая також зазначаються дати явищ, які повинні відбутися в майбутньому, наприклад річниця царської влади 4772 року. Тому те, що згідно з календарем мая, має відбутися 21 грудня 2012 року, правильніше назвати кінцем старого і початком нового циклу, а не катастрофою світобудови.

### Планета Нібіру
Ще одна легенда, яка народилася завдяки старанням Захарії Сітчина, який є не відомим вченим в області древніх мов, а фахівцем з економічної історії. Наукових праць, які підтверджують існування Нібіру, немає ні в області астрономії, ані в галузі шумерології. Вважається, що орбіта цієї планети має форму сильно витягнутого еліпса, тому час повного оберту планети по орбіті становить 3600 років (тобто один раз в 3600 років вона з'являється в Сонячній системі). Проте астрономи з'ясували, що еліптичні орбіти вкрай нестабільні. Якби планета насправді рухалася по такій орбіті, то сама орбіта або давно б прийняла круглішу форму під впливом Сонця, або ж через велике віддалення від Сонця вона полетіла б у відкритий космос внаслідок недостатньої сили тяжіння.
- Наукових праць, які підтверджують висловлювання Сітчина про Нібіру, немає ні в астрономії, ні в шумерології.
- Якщо прийняти, що період Нібіру дорівнює 3600 років, то велика піввісь небесного тіла повинна дорівнювати 235 а.о. Таким чином, в 1/4 частині небесної сфери можна впевнено виключити ймовірність знаходження навіть маломасивної планети на відстані менше 235 а. о. При описаних умовах (в Інтернеті часто пишеться наступне: «Ця планета рухається по витягнутій орбіті і з'являється між Марсом і Юпітером раз в 3600 років (у деяких джерелах вказано, що вона пролетить між Сонцем і Землею)») ця орбіта схожа з кометною і найвірогіднішим прикладом може служити комета Гейла-Боппа. Судячи з ефемеридів комети, щоб долетіти від орбіти Нептуна (29 а.о.) до земної орбіти (1 а.о.) кометі буде потрібно близько 13 років. І якщо стверджувати, що дане тіло (Нібіру) зблизиться з Землею в грудні 2012 року, то воно має бути на відстані не далі 10 а.о. за 3 роки до проходження перигелію, що значно знижує його розміри (не більше 50 км при альбедо не вище 0,1), а це виключає можливість існування на планеті життя.
- У вересні 2010 року з'явилася наукова робота італійського астронома Лоренцо Йоріо, в якій він доводить, що не може існувати ще невідкритого астрономічного об'єкта, який зіткнеться із Землею в найближчі кілька років.
- Захарія Сітчин — самопроголошений вчений в області древніх мов. Це означає, що його переклади можуть мати неточності. Перш за все, він фахівець з економічної історії.
- Приліт планети Нібіру прогнозували в 1995, 1997, 2001, 2003, 2004, 2009—2010 та 2017 роках. Жоден прогноз не справдився.
- З 2007 року не було відкрито жодного Транснептунового об'єкту понад 500 км у діаметрі на орбіті ближче Плутона. Спеціальний огляд, який націлений на пошуки великих тіл на околицях Сонячної системи, проводиться під керівництвом Майкла Брауна (професор планетної астрономії в Каліфорнійському технологічному інституті). Остання робота, опублікована на початку 2009 року, повідомляє, що в 2001—2006 роках проскановано 50 % неба, але не виявлені ТНО більші за 1500 км на відстані до 150 а. о.

Звичайно, нерозумно стверджувати, що людство відкрило всі об'єкти в нашій Сонячній системі. Нові астероїди відкриваються чи не кожен місяць. Можливо навіть припустити, що в Сонячній системі перебувають десять планет (якщо врахувати легенду про Фаетон правдивою, то одинадцять) і остання — далеко за Плутоном. Але можна бути впевненим, що поблизу Землі немає ніякої величезної Нібіру, яка може викликати кінець світу.

### Вторгнення інопланетян
Наприкінці 2009 року в інтернет-форумах НЛО почали циркулювати чутки, що SETI було виявлено кілька інопланетних кораблів розмірами з місто, які прямували у бік Землі, часто з посиланням як докази на конкретне зображення з проекту оцифрованого вивчення неба. У грудні 2010 року на examiner.com, а далі на європейських і сайтах СНД з'явилася стаття знову ж таки з посиланням на фотографію, і про те, що високопоставлений дослідник SETI на ім'я «Крейг Каснов» (Craig Kasnov) повідомив: три «літаючі тарілки», кожна близько десятка кілометрів, прибуде на орбіту навколо Землі в грудні 2012 року. Астроном і викривач Філ Плет зазначив у своєму блозі, що фотографія передбачуваного НЛО більш схожа на дефект фотопластинки. Крім того, він зазначив, що, використовуючи необхідну формулу, можна визначити, що якщо об'єкт на фотографії настільки великий, як стверджують, він повинен був би бути ближче до Землі, ніж Місяць, що означає, що прибульці вже насправді прибули. У січні 2011 року, Сет Шостак, головний астроном SETI, випустив прес-реліз з розвінчанням містифікації. Нарешті ще в 2010 році SETI повідомило, що в них немає такого вченого в штаті співробітників під ім'ям Крейг Каснов.

### Гіпотеза про Антиземлю
Саме в другій половині 2012 року Антиземля мала ввійти у поле зору з Землі. У той час мав відбутись сонячний шторм, який виштовхнув би Антиземлю з орбіти. Планета кружляла б три місяці на новій орбіті і 23 грудня 2012 року зіткнулася б з Землею. Все живе на Землі загинуло б, а інопланетяни переселилися б на Землю.

## Наукова точка зору

### Інверсія магнітних полюсів
Інверсія (зміна магнітних полюсів) — рідкісне явище, яке жодного разу не відбувалося за історію Homo Sapiens. Припускають, що в останній раз вона була 780 000 років тому. За даними на початок 2007 року швидкість дрейфу північного магнітного полюса збільшилася з 10 км/рік у 1970-х роках до 60 км/рік в 2004 році. Помічено, що напруженість земного магнітного поля падає, причому нерівномірно. За останні 22 роки вона зменшилася в середньому на 1,7 %, а в деяких регіонах — наприклад, у південній частині Атлантичного океану — на 10 %. Де-не-де напруженість магнітного поля, всупереч загальній тенденції, зросла.
Прискорення руху полюсів (у середньому на 3 км/рік) дозволяють припустити, що в такому переміщенні полюсів слід вбачати чергову переполюсовку магнітного поля Землі. Це підтверджується і поточним зростанням кута розчину полярних щілин в магнітосфері на півночі і півдні. У розширені щілини кинувся радіаційний матеріал сонячного вітру міжпланетного простору і космічних променів: в полярні області стало надходити більше кількості речовини та енергії, що може привести до додаткового розігріва полярних шапок.
У минулому інверсії магнітних полюсів відбувалися багато разів, і життя збереглося. Питання в тому, якою ціною. У деяких гіпотезах стверджується, що якщо під час переполюсовки магнітосфера Землі зникне, то на Землю потрапить потік космічних променів, що представляє серйозну небезпеку для мешканців суші.

### Підвищена сонячна активність

#### Сонячний шторм
Сонячний шторм дійсно може становити деяку небезпеку для землян. Останній рекордний за потужністю спалах на Сонці був відзначений 4 листопада 2003 року. Виміряти його потужність не вдалося: датчики орбітальних телескопів зашкалили на 11-й хвилині, не витримавши такої інтенсивності. Більшість учених заявляє, що мав місце спалах класу х40 або навіть потужніший (енергія, яка звільнилася у спалаху х40, відповідає приблизно 10 тисячам мільярдів барелів нафти, що достатньо для постачання енергії всьому людству протягом 340 000 років при збереженні поточного рівня його споживання). Процеси, що відбуваються в останні роки на Сонці, викликають зростаюче занепокоєння серед учених, тому що незрозуміло, чому спалахи такої потужності спостерігаються навіть у роки відносного мінімуму сонячної активності. Увагу вчених також привертає зростаюча яскравість Сонця, що важко пояснити, виходячи з поточних моделей світила.

### Пробудження вулкану
При пробудженні мега-вулкану у морі частина гори може відколотись, впасти в океан і спричинити небачене цунамі, яке затопило б всю Землю.

## Феномен 2012 року в мистецтві

### Кінематограф
- «Я — легенда». Дія фільму відбувається в 2012 році.
- «2012» (2009) — фільм Роланда Еммеріха, заснований на вигаданому значенні календаря мезоамериканського довгого рахунку.
- «2012: Судний день» (2008) B-Movie студії The Asylum.
- «Смертельні перегони» (2008) — посилання на 2012 рік як дату, коли американська економіка падає.
- «Титанік 2» — інший фільм студії The Asylum, сюжет якого відбувається в 2012 році, 100 років потому від дня катастрофи «Титаніка».
- «Секретні матеріали» — в останній серії останнього де'вятого сезону говориться про захоплення планети інопланетянами 22 грудня 2012 року.